# Жирновское сельское поселение (Ростовская область)
Жирновское се́льское поселе́ние — муниципальное образование в Тацинском районе Ростовской области Российской Федерации.
Административный центр — посёлок Жирнов.

## История
Статус сельского поселения установлен Закон Ростовской области от 16 декабря 2015 года № 465-ЗС «О преобразовании Жирновского городского поселения и внесении изменений в отдельные областные законы».
Продолжает развитие Жирновского поссовета, Жирновского сельсовета. 
В 1922 году в Жирновский сельский совет преобразован Жирновский волостной сельский совет.
В 1926 году образован Исаевский сельский совет, куда вошли хутора Исаев, Пуличев, Усть-Халань, Байгаринка, Красный.
В 1956 году произошло объединение двух Советов — Исаевского и Жирновского в единый — Жирновский поселковый Совет с центром пос. Жирнов.

## Состав сельского поселения
| № | Населённый пункт | Тип населённого пункта | Население |
| - | ---------------- | ---------------------- | --------- |
| 1 | Быстрореченский  | посёлок                | 269       |
| 2 | Жирнов           | посёлок                | ↘5436     |
| 3 | Исаев            | хутор                  | 473       |
| 4 | Пуличев          | хутор                  | 12        |
| 5 | Усть-Халань      | хутор                  | 48        |

## Население
| 2010  | 2012  | 2013  | 2014  | 2015  | 2016  | 2017  |
| ----- | ----- | ----- | ----- | ----- | ----- | ----- |
| 6411  | ↘6237 | ↘6229 | ↘6227 | ↘6195 | ↘6146 | ↘6085 |
| 2018  | 2019  | 2020  | 2021  |       |       |       |
| ↘6016 | ↘5932 | ↘5839 | ↘5731 |       |       |       |

## Экономика
Основным предприятием является «Жирновский щебёночный завод» основанный в 2004 году. В карьерах завода добывается известняк и песчаник. Жирновское месторождение известняков одно из трех разработанных известняковых месторождений Ростовской области. Сегодня промышленность поселения представлена производством Бутового камня, щебня и строительных смесей. Объём отгруженных по РЖД товаров собственного производства составляет 1 млн.тонн в год.